# Glenea blandina
Glenea blandina là một loài bọ cánh cứng trong họ Cerambycidae.